# Saint-Pierre-du-Jonquet
Saint-Pierre-du-Jonquet település Franciaországban, Calvados megyében. Lakosainak száma 291 fő (2022. január 1.). Saint-Pierre-du-Jonquet Argences, Hotot-en-Auge, Janville, Saint-Ouen-du-Mesnil-Oger, Saint-Samson és Troarn községekkel határos.

## Népesség
A település népessége az elmúlt években az alábbi módon változott:
| Lakosok száma | 143  | 143  | 146  | 174  | 212  | 226  | 237  | 261  | 273  | 291  |
|               | 1968 | 1982 | 1990 | 2006 | 2013 | 2015 | 2017 | 2019 | 2020 | 2022 |